# La Cruz, Tabasco
La Cruz är en ort i Mexiko.   Den ligger i kommunen Jalpa de Méndez och delstaten Tabasco, i den sydöstra delen av landet, 700 km öster om huvudstaden Mexico City. La Cruz ligger 11 meter över havet och antalet invånare är 735.
Terrängen runt La Cruz är mycket platt. Runt La Cruz är det tätbefolkat, med 343 invånare per kvadratkilometer. Närmaste större samhälle är Villahermosa, 19,4 km sydost om La Cruz. Trakten runt La Cruz består till största delen av jordbruksmark.